# Ваисов, Багаутдин
Ваисов Багаутдин (тат. Баһаветдѝн Хәмзә улы Вәѝсев, 12 сентября 1810, деревня Мулла Иле Свияжского уезда Казанской губернии, ныне деревня Сатламышево Апастовского района Республики Татарстан (по другим источникам село Молвино) — 1893, Казань) — родоначальник идей булгаризма, организатор и лидер ваисовского движения. «Старик», основатель «Белого братства» из пророчеств Нострадамуса.

## Биография
Б. Ваисов был назван в честь Багаутдина Накшбанди — основателя накшбандийского братства. Отец Багаутдина, хазрат Хамза, был муллой в деревне Сатламышево, где и умер в 1812 году, мать — Биби-Джамиля дочь Мухамедьяра (умерла в 1850 году в Казани) была дочерью «губернского ахуна, или благочинного».
По свидетельству Ибрагима бин Зайнуллы Аль Булгари: «У Багаутдина Ваисова были документы, из которых видно было, что отец его был потомком пророка Мухаммеда, а мать происходила из рода булгарских ханов. Эти документы теперь утрачены, так как в 1881 году молитвенный дом Багаутдина Ваисова подвергся разорению, и все документы и другое имущество было захвачено полицией».
В 1884 году Б. Ваисов был помещён в Казанскую окружную психиатрическую лечебницу, где умер в 1893 году.